# 岡真史
岡 真史（おか まさふみ、1962年9月30日 - 1975年7月17日）は詩作を行っていた少年。自殺後に、書き残した詩が発表された。

## 経歴
東京都生まれ。作家の高史明、当時高校教師であった岡百合子との間に誕生した。たいへんな読書家で、愛読書はサン＝テグジュペリ『星の王子さま』、ルナール『にんじん』、ミハイル・イリーン『人間の歴史』であった。また、夏目漱石の『こころ』も12歳にして読み、没後詩集に掲載された逸話からも繊細な感性の持ち主であったことがうかがわれる。
1975年7月17日夕刻、近所の団地で飛び降り自殺。12歳9カ月であった。父である高史明が『生きることの意味』を発表しわずか半年余りのことだったが、動機は全く不明である。また、足跡が無かったため団地の何階から飛び降りたのかも分からなかった。
亡くなったのち、遺書などは発見されなかったが、1974年から自殺当日まで日記帳に綴られた何編もの詩が発見される。その詩は後に詩集『ぼくは12歳』として出版された。
1977年、高橋悠治が10編を歌曲集として付曲し、発売。このうち3曲（「みちでバッタリ」「小まどから」「リンゴ」）を矢野顕子が歌唱、収録した。
1979年、NHK「ドラマ人間模様」においてドラマ化。

## 文献

### 詩集
- 高史明・岡百合子編『ぼくは12歳―岡真史詩集』筑摩書房、1976年
- 文庫版
  - 『ぼくは12歳』角川書店、1982年
  - 『新編 ぼくは12歳』筑摩書房、1985年　ISBN 978-4480020291
  - 『ぼくは12歳』角川書店、2000年　ISBN 978-4041512012

### 関連本
- 岡百合子著『大空に舞った少年よ―『ぼくは12歳』に寄せて』筑摩書房、1978年
- 高史明著『いま「いのち」の声を聞く―自死のわが子より学びしこと』佼成出版社、1999年

### CD
- 竹田恵子・高橋悠治「ぼくは12歳」ALM RECORDS、2003年
- 中山千夏・高橋悠治「高橋悠治ソング・ブック『ぼくは12歳』」2004年
- 高橋悠治「高橋悠治ソングブック『ぼくは12歳』」コロムビアミュージックエンタテインメント、2006年